# Ксерус смугастий
Ксерус смугастий (Euxerus erythropus, syn. Xerus erythropus) — вид ссавців з родини вивіркових (Sciuridae).

## Поширення
Країни поширення: Бенін, Буркіна-Фасо, Камерун, Центральноафриканська Республіка, Чад, Конго, Демократична Республіка Конго, Кот-д'Івуар, Еритрея, Ефіопія, Гамбія, Гана, Гвінея, Гвінея-Бісау, Кенія, Малі, Мавританії, Марокко, Нігер, Нігерія, Сенегал, Сьєрра-Леоне, Судан, Того, Уганда. Записані до 2450 м. Широкий діапазон проживання: ліси (хоча частіше вторинні ліси, ніж первинні), болотні ліси, мангрові зарості й сухі рідколісні утворення. 

## Опис
Голова й тіло довжиною від 30 до 46 см, довжина хвоста від 18,5 до 27 см, а вага тіла від 500 до 1000 грамів. Піщано-коричневе хутро зверху, білувато-сіре хутро знизу. З обох сторін є одна коротка біла смуга. Хвіст сіро-коричневий, пухнастий. Писок довгий і тупий. На ногах довгі кігті для риття. 

## Поведінка
Зазвичай риє свою нору, але може використовувати термітники або природні улоговини між скелями або заглибини під корінням дерев. Споживає корені рослин, опалі плоди, насіння, горіхи, стручки з акації та тваринний матеріал.